# Панезеро
Панезеро — пресноводное озеро на территории Пудожского городского поселения Пудожского района Республики Карелии.

## Общие сведения
Площадь озера — 2,3 км². Располагается на высоте 36 метров над уровнем моря.
Котловина ледникового происхождения.
Форма озера округлая. Берега каменисто-песчаные, преимущественно заболоченные.
В Панезеро впадает ручей Пойкручей, вытекает ручей Панезерский, впадающий в реку Водлой, впадающей в Онежское озеро.
По центру озера расположен один относительно крупный (по масштабам водоёма) остров без названия, площадью 0,04 км².
Рыба: щука, плотва, окунь, лещ.
К северу от озера проходит дорога местного значения 86К-307 («Уржаково — Колово»).
Населённые пункты вблизи водоёма отсутствуют.
Код объекта в государственном водном реестре — 01040100411102000019557.